# Biserici de lemn din Oltenia

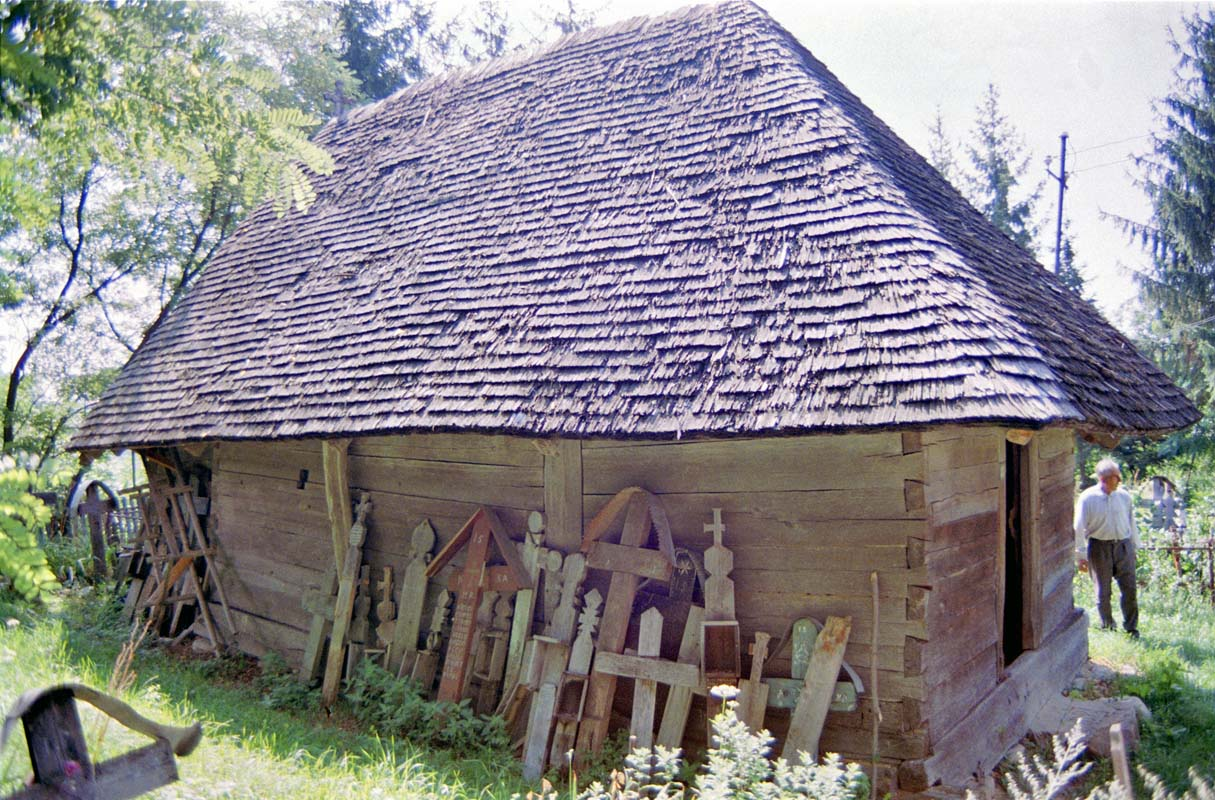
Biserica de lemn din Mariţa, județul Vâlcea, datată 1556 - 1557, este cea mai veche biserică de lemn cunoscută la sud de Carpați (fotografia a fost realizată în iulie 2002)

Bisericile de lemn din Oltenia fac parte din familia de biserici de lemn românești. În această regiune se păstrează mai mult de 300 de biserici de lemn de o mare valoare pentru patrimoniul cultural și istoric românesc.